# FK Sloboda Mrkonjić Grad
Der Fudbalski Klub Sloboda Mrkonjić Grad (Serbisch kyrillisch: Фудбалски Клуб Cлoбoдa Mpкoњић Гpaд) ist ein bosnisch-herzegowinischer Fußballverein aus Mrkonjić Grad. Der Verein spielt in der Saison 2014/15 in der zweithöchsten Spielklasse Bosnien und Herzegowinas, der Prva Liga RS.

## Allgemeines
Der Verein wurde 1945 gegründet und trat fortan in den unteren Ligen des ehemaligen Jugoslawiens an. Seit dem Zerfall Jugoslawiens spielt der Verein in den Ligen der Republika Srpska. Seit der Saison 2010/2011 ist der Verein ununterbrochen in der Prva Liga RS vertreten. Als größter Erfolg ist die Finalteilnahme im Pokalwettbewerb der Republike Srpske 2012 zu werten. Im Endspiel unterlag man erst im Elfmeterschießen dem Erstligisten FK Borac Banja Luka